# Урицьке (Грачовський район)
Ури́цьке (рос. Урицкое) — село у складі Грачовського району Оренбурзької області, Росія.

## Населення
Населення — 82 особи (2010; 95 у 2002).
Національний склад (станом на 2002 рік):
- росіяни — 82 %